# Luçije Gjini
Luçije Gjini (Durazzo, 2 maggio 1994) è una calciatrice albanese, difensore del Vllaznia e centrocampista della nazionale albanese.

## Carriera

### Club
Gjini inizia l'attività agonistica con lo Shkendija Durres, club della sua città natale, rimanendovi una stagione e mezza, dall'estate 2011 fino a dicembre 2012. Trasferita al Tirana AS, la vincitrice del campionato inaugurale di Kampionati Kombëtar i Futbollit Femra, nel febbraio 2013, viene subito ceduta in prestito all'Ada Velipojë risultando però inattiva e non marcando con quest'ultima alcuna presenza nel campionato 2012-2013.
Con la decisione della società di chiudere la sezione femminile prima dell'iscrizione alla stagione 2013-2014, Gjini, come la gran parte dell'organico della precedente squadra, viene assorbita da una nuova realtà del calcio femminile albanese, il Vllaznia, che ottiene di sostituire l'Ada Velipoje nel campionato entrante. Da allora veste la maglia della società di Scutari, squadra che rileva nelle prestazioni di rilievo l'Ada e affermandosi come leader di campionato e Coppa d'Albania ottenendo il double nei due tornei per otto volte consecutive. Di conseguenza la squadra ha rappresentato la Federcalcio albanese nella Champions League femminile dalla stagione 2014-2015, con Gjini che, oltre ad essere impiegata regolarmente nella competizione continentale, il 10 agosto 2018 realizza anche la sua prima rete nel torneo, quella che al 48' porta la sua squadra in vantaggio nella vittoria per 3-1 sulle estoni del Pärnu.

## Palmarès

### Club
- Campionato albanese: 9

Ada Velipojë: 2012-2013
Vllaznia: 2013-2014, 2014-2015, 2015-2016, 2016-2017, 2017-2018, 2018-2019, 2019-2020, 2020-2021
- Coppa d'Albania: 8

Vllaznia: 2013-2014, 2014-2015, 2015-2016, 2016-2017, 2017-2018, 2018-2019, 2019-2020, 2020-2021